# Aweil
Aweil (arabisch أويل, Alternativschreibweisen Uwail, Uwayl oder Aweel) ist die Hauptstadt des südsudanesischen Bundesstaates Northern Bahr el Ghazal und des Aweil West Countys. Zwischen 2015 und 2020 war es Hauptstadt des zu dieser Zeit bestehenden Bundesstaates Aweil. Im Jahr 2010 betrug die Einwohnerzahl 59.217.

## Lage
Aweil liegt im Nordwesten des Südsudan zwischen den Flüssen Lol im Norden und Pongo im Süden, an der Bahnstrecke Babanusa–Wau und knapp 100 km von Wau entfernt.

## Bevölkerung
Die überwiegende Mehrheit der Bevölkerung gehört zu den Dinka.
Bevölkerungsentwicklung:
| Jahr              | Einwohner |
| ----------------- | --------- |
| 1973 (Zensus)     | 17.773    |
| 1983 (Zensus)     | 25.714    |
| 2007 (Berechnung) | 40.054    |
| 2010              | 59.217    |

## Infrastruktur

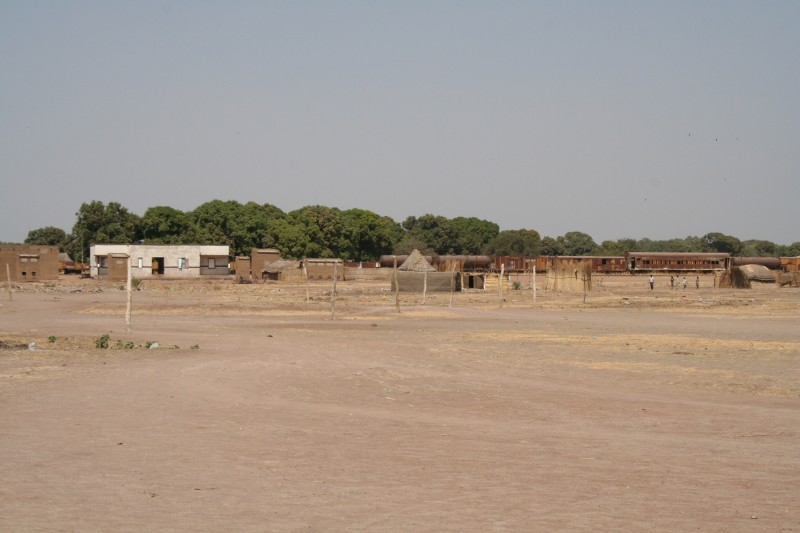
Bahnhof in Aweil, außer Betrieb, 2006

Die in den 1960er Jahren gebaute Eisenbahnlinie, die Richtung Norden nach al-Ubayyid führte und nach Süden in Wau endete, wurde im südsudanesischen Bürgerkrieg unterbrochen. 2009 fuhr erstmals wieder ein Zug von Babanusa nach Aweil, 2010 wurde auch der Abschnitt zwischen Aweil und Wau wieder eröffnet, seit 2013 ist die Bahnstrecke jedoch nicht mehr in Betrieb. Die Straßenverbindungen sind schlecht.